# 井上製作所 (ケーブル)
株式会社井上製作所（いのうえせいさくじょ）は、かつて神奈川県横浜市西区に本社を置いていた、電力ケーブル接続用品やスポット溶接ガンなどを製造する日本のメーカーである。
1919年（大正8年）10月に井上鉄工所として創業した老舗企業であったが、2008年（平成20年）に古河電気工業の完全子会社となり、2012年（平成24年）に旭電機株式会社へ吸収合併され、古河電工パワーシステムズ株式会社となった。

## 沿革
- 1919年 - 横浜市西区中央にて、井上鉄工所として電線付属品の事業を開始
- 1920年 - 井上製作所へ改称
- 1934年 - 満州電業向け（甘井子線）、66kV - OFケーブル付属品納入
- 1942年 - OFケーブル用普通接続部の材料に銅管を初めて採用
- 1943年 - 個人事業より株式会社に改組
- 1950年 - 日本発送電株式会社向け、春日出―宇治川線にてわが国初の全線圧力油槽式77kV OFケーブル付属品を納入
- 1951年 - テレビ放送用同導波管の製造開始
- 1956年 - 電力用コンデンサの製造組み立て開始
- 1957年 - 古河電気工業株式会社の経営参加により株式保有比率55％となる。
- 1962年 - 大阪営業所設置
- 1965年 - 東京営業所設置
- 1968年 - 海老名工場操業開始
- 1971年 - 名古屋営業所設置
- 1972年 - 古河電工と電力ケーブル接続用品関連製造の業務提携協定成立
- 1973年 - 海老名高圧電気研究所完成
- 1978年 - トヨタ自動車向けスポット溶接機ガンの設計製造を開始
- 1980年 - 33kV - CVケーブル用直線接続箱（西日本電線株式会社向け）、アブダビにスーパーバイザー派遣
- 1981年 - 可とう導波管素管の自動成形機開発
- 1982年 - 6.6kV CVケーブル用端末、プレフレックスT-6を開発
- 1983年 - 海老名工場に対話形、プログラミング立型マシニングセンタ導入
- 1984年 - 原子力関連部品・端末アッセンブリー製造工場（原子力工場）完成
- 1985年 - 核融合炉(JT-60)用高周波加熱装置に使用する導波管と立体回路の製造、組み立て品納入完了
- 1986年 - 可とう端子製造能力増強の目的で1000tonプレス導入
- 1987年 - 海老名工場に電気メッキ（銀・銅・錫）工場完成
- 1988年 - 横浜工場に30KW電子ビーム溶接機を導入
- 1989年 - 特品工場に全自動超音波探査映像装置導入
- 1995年 - 古河電工の製造部門としてISO9001認証取得
- 1999年 - 米国企業と技術提携締結
- 2000年 - ISO9001を独自に認証取得
- 2001年 - 高周波加熱装置導入
- 2002年 - 中国天津に子会社設立（天津古河電气部件有限公司）
- 2008年 - 古河電工の完全子会社となる
- 2012年 - 旭電機株式会社に吸収合併され、古河電工パワーシステムズ株式会社となる

## 関連会社
- 天津古河電気部件有限公司